# Chakan: The Forever Man
Chakan: The Forever Man — компьютерная игра в жанре action/платформер, разработанная Extended Play Productions и изданная Sega, была выпущена для игровой платформы Sega Mega Drive и Game Gear 8 декабря 1992 года.

## Сюжет
Игра рассказывает историю о Чакане, воине, который настолько уверен в своем мастерстве владения мечом, что заявляет, что даже Смерть не может превзойти его в бою. Появляется Смерть и бросает вызов Чакану: если Чакан сможет победить его, ему будет дарована вечная жизнь. Однако, если Смерть победит, Чакан станет вечным слугой Смерти. Битва продолжается несколько дней, пока Чакан не выходит победителем. Смерть дарует ему награду, но дополнительно обрекает его скитаться по всему существованию, пока все сверхъестественное зло не будет уничтожено.
После того, как он победил сверхъестественное зло Земли, показано, как Чакан закалывает себя своим мечом в ожидании обещанной смерти. Смерть отвечает, что каждая звезда во Вселенной содержит планету, наполненную сверхъестественным злом, поэтому проклятие Чакана остается в силе. Игроку дается единственная попытка победить одно такое космическое сверхъестественное зло в качестве финального босса в игре; в случае неудачи Чакан заявляет, что "отдых наступит в другой день". Если Чакан побеждает босса, фон в виде песочных часов, используемый на экранах экспозиции сюжета, появляется без текста, а через пятнадцать минут появляется единственная строка текста с надписью "Не конец".

## Отзывы критиков
| Иноязычные издания | Иноязычные издания |
| Издание            | Оценка             |
| ------------------ | ------------------ |
| AllGame            | (GG)               |
| Sega Pro           | 76/100 (GEN)       |
| Mega Action        | 88 % (GEN)         |